# Mortes em abril de 2019
Mortes em 2019: ← Janeiro – Fevereiro – Março – Abril – Maio – Junho – Julho – Agosto – Setembro – Outubro – Novembro – Dezembro →
Esta é uma relação de pessoas notáveis que morreram durante o mês de abril de 2019, listando nome, nacionalidade, ocupação e ano de nascimento. 

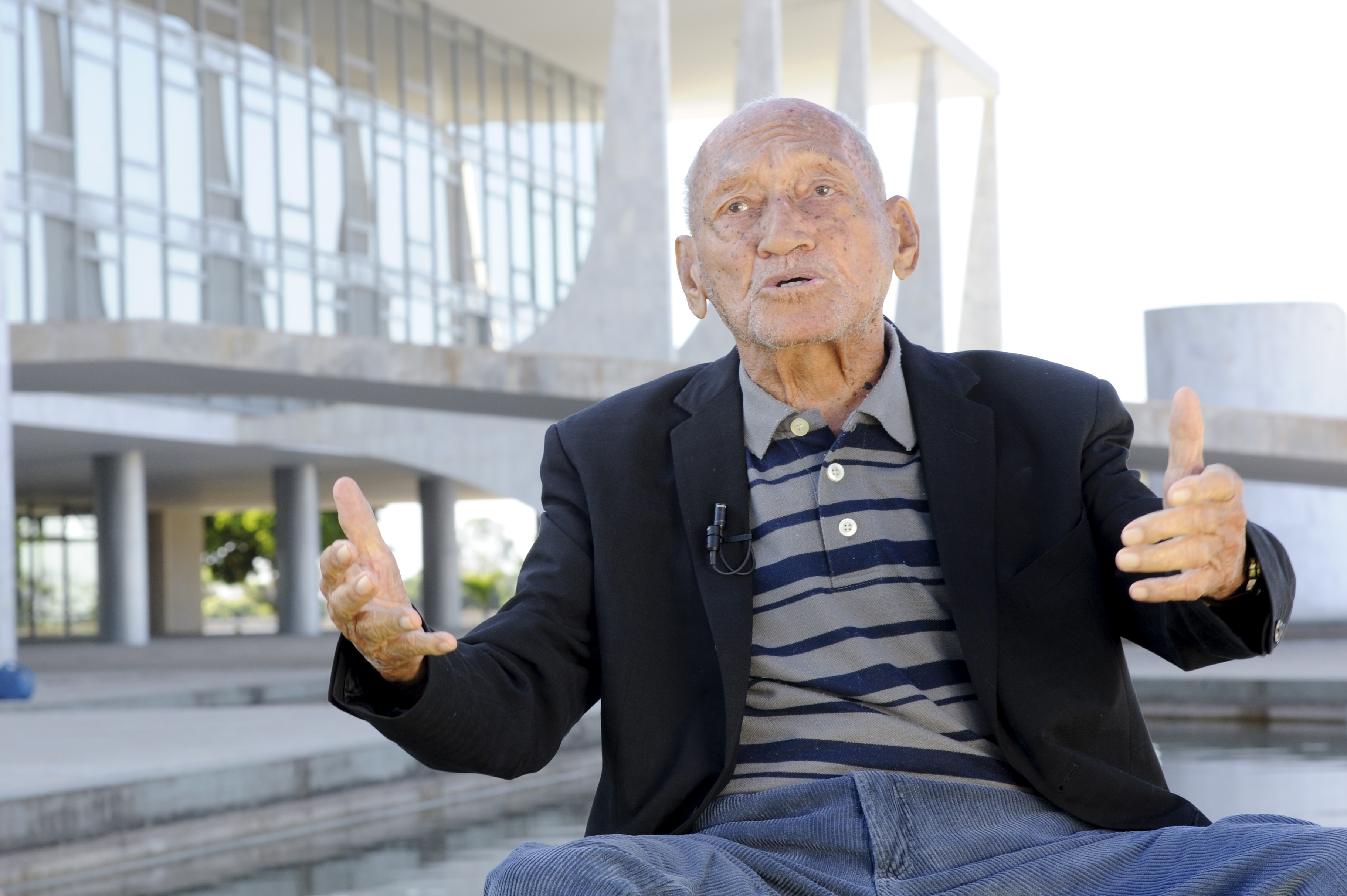
Gervásio Baptista, fotógrafo brasileiro.

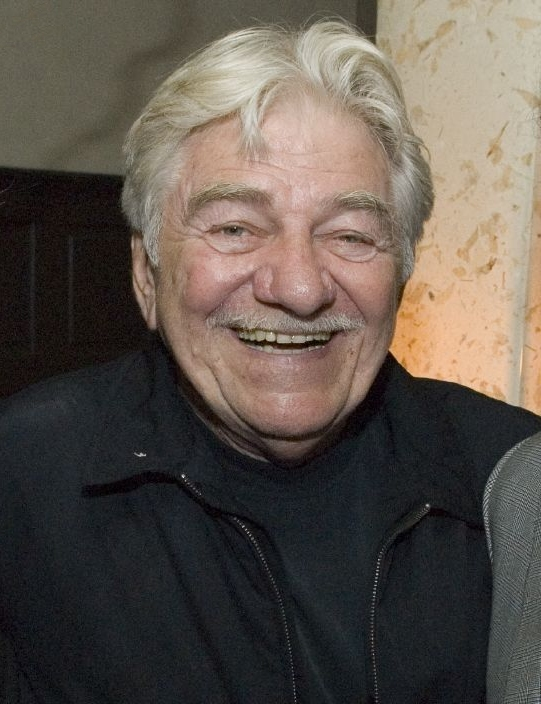
Seymour Cassel, ator norte-americano.

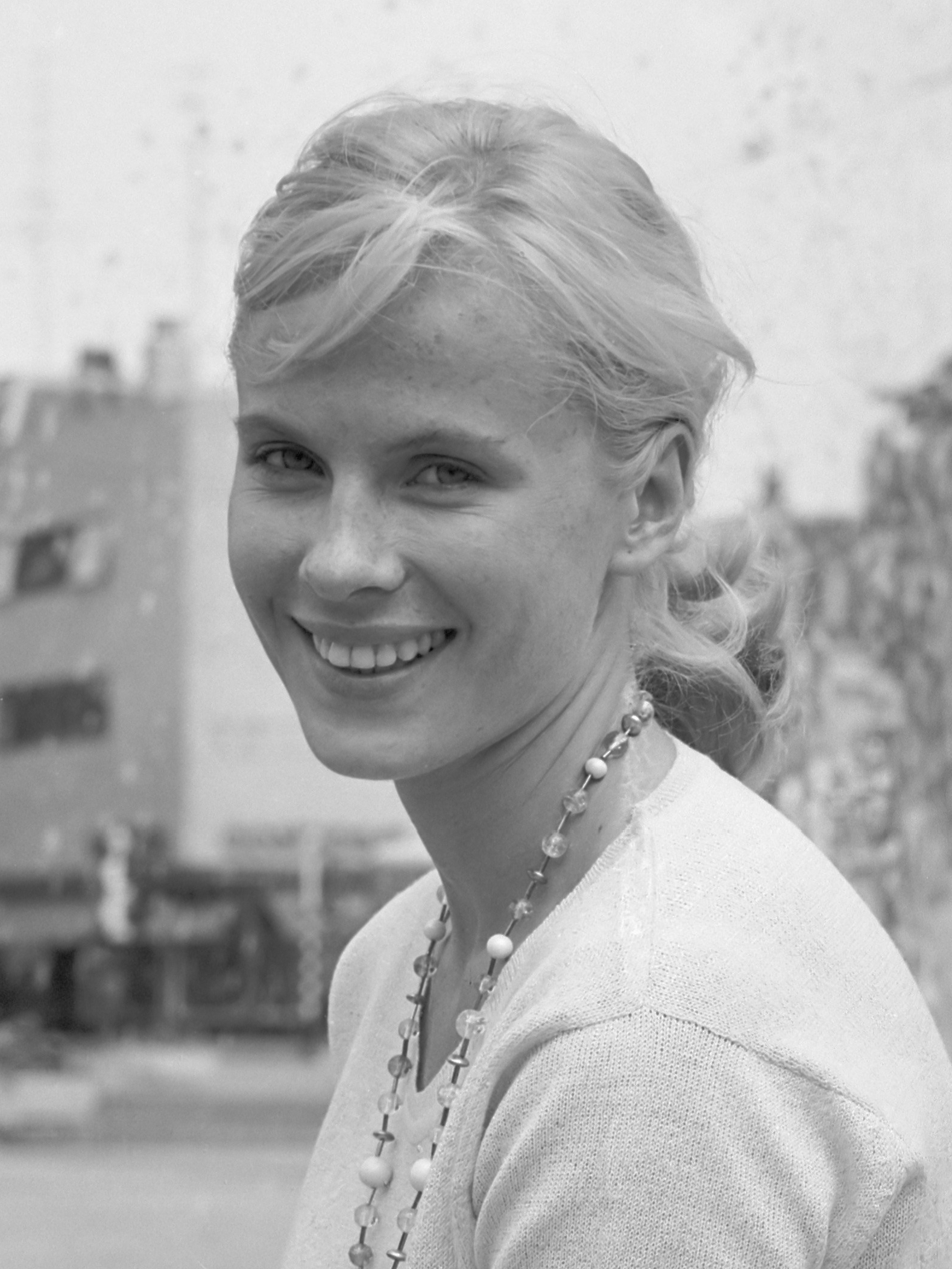
Bibi Andersson, atriz sueca.

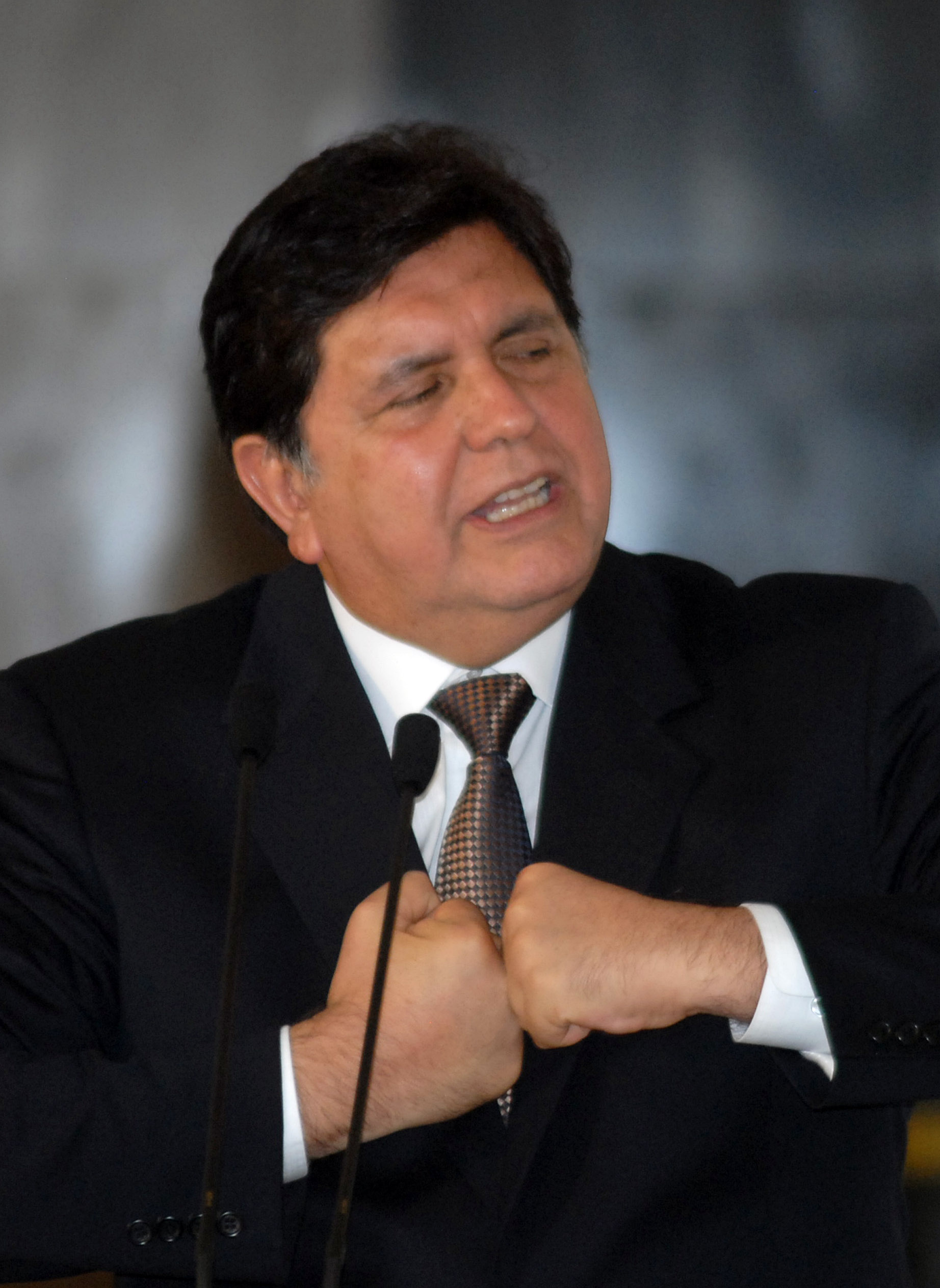
Alan García, ex-presidente peruano.

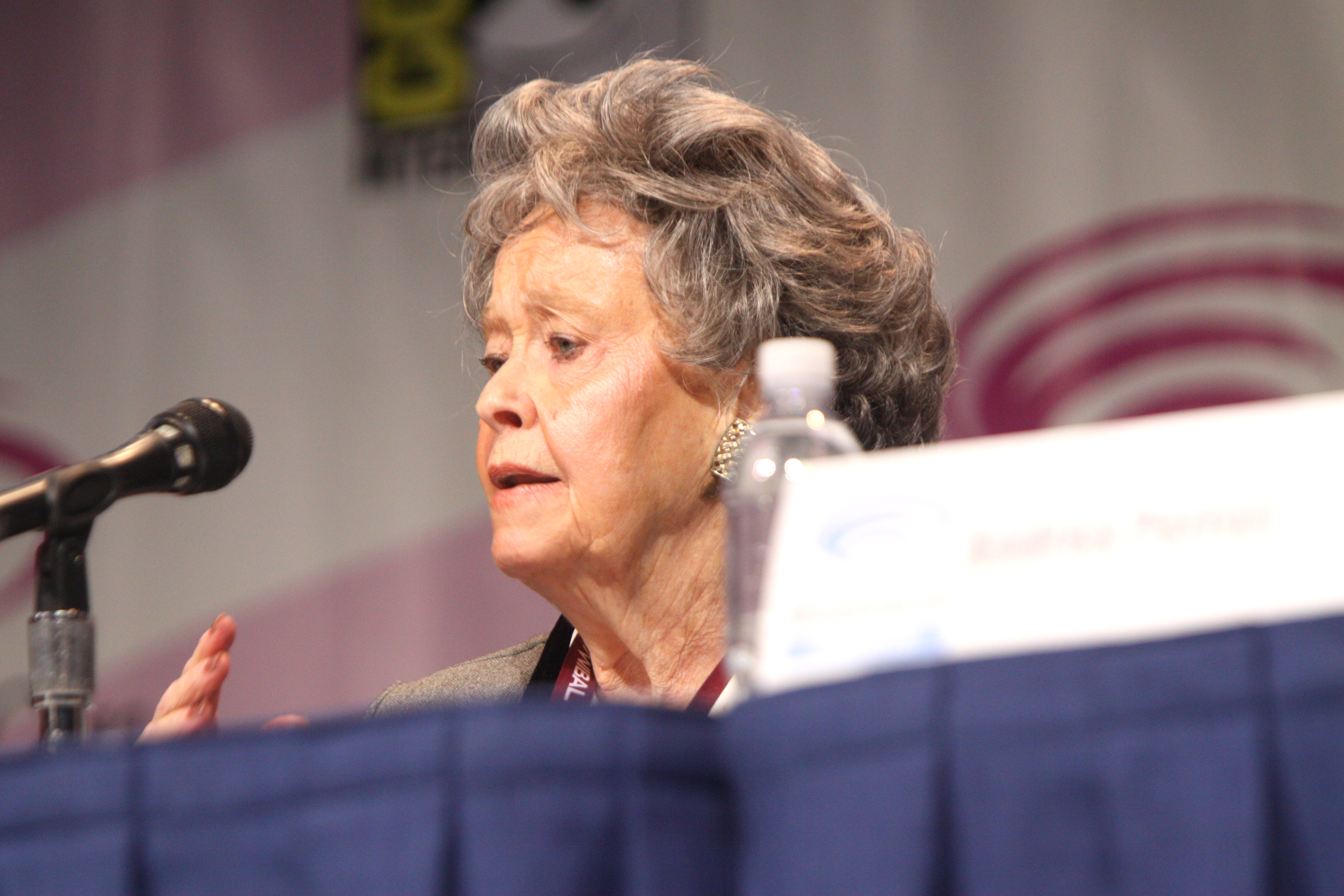
Lorraine Warren, investigadora paranormal e escritora americana.

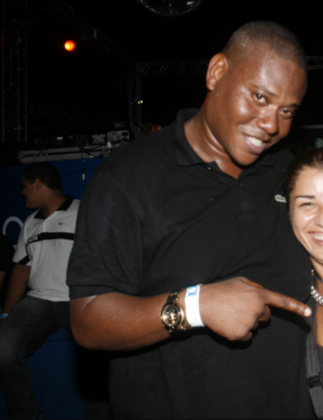
MC Sapão, funkeiro brasileiro.

Valdiram, ex-futebolista brasileiro.

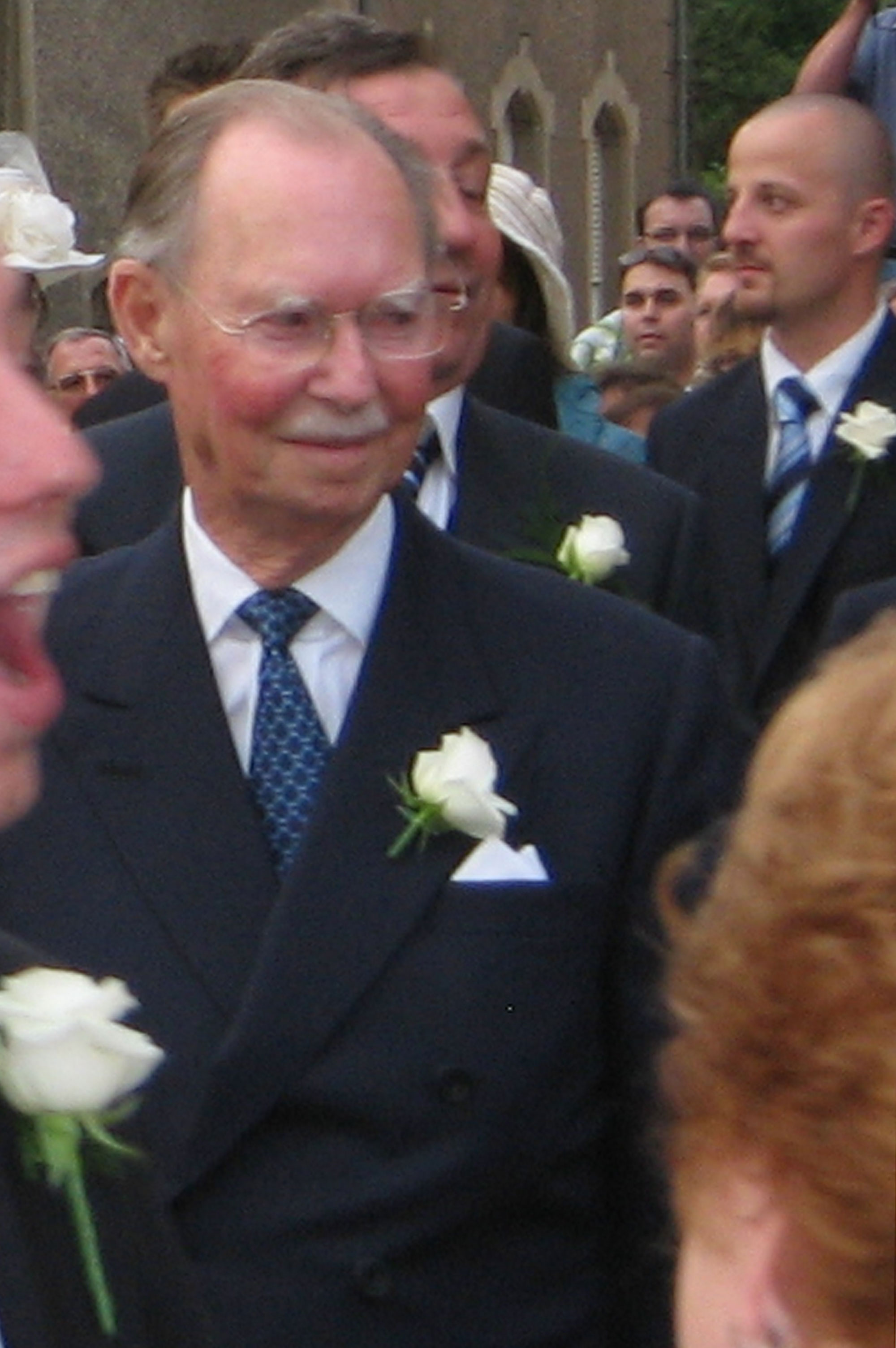
João de Luxemburgo, grão-duque luxemburguês.

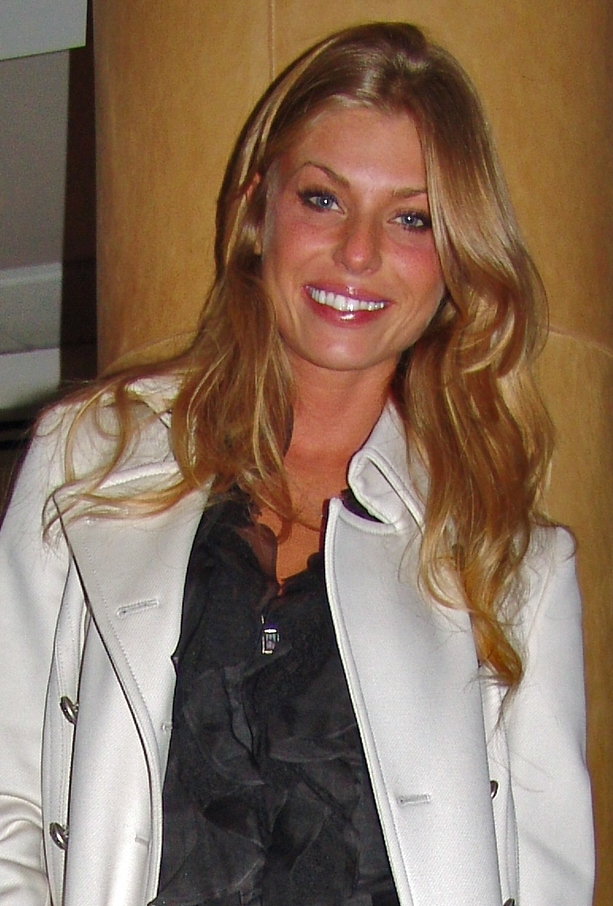
Caroline Bittencourt, modelo e apresentadora brasileira.

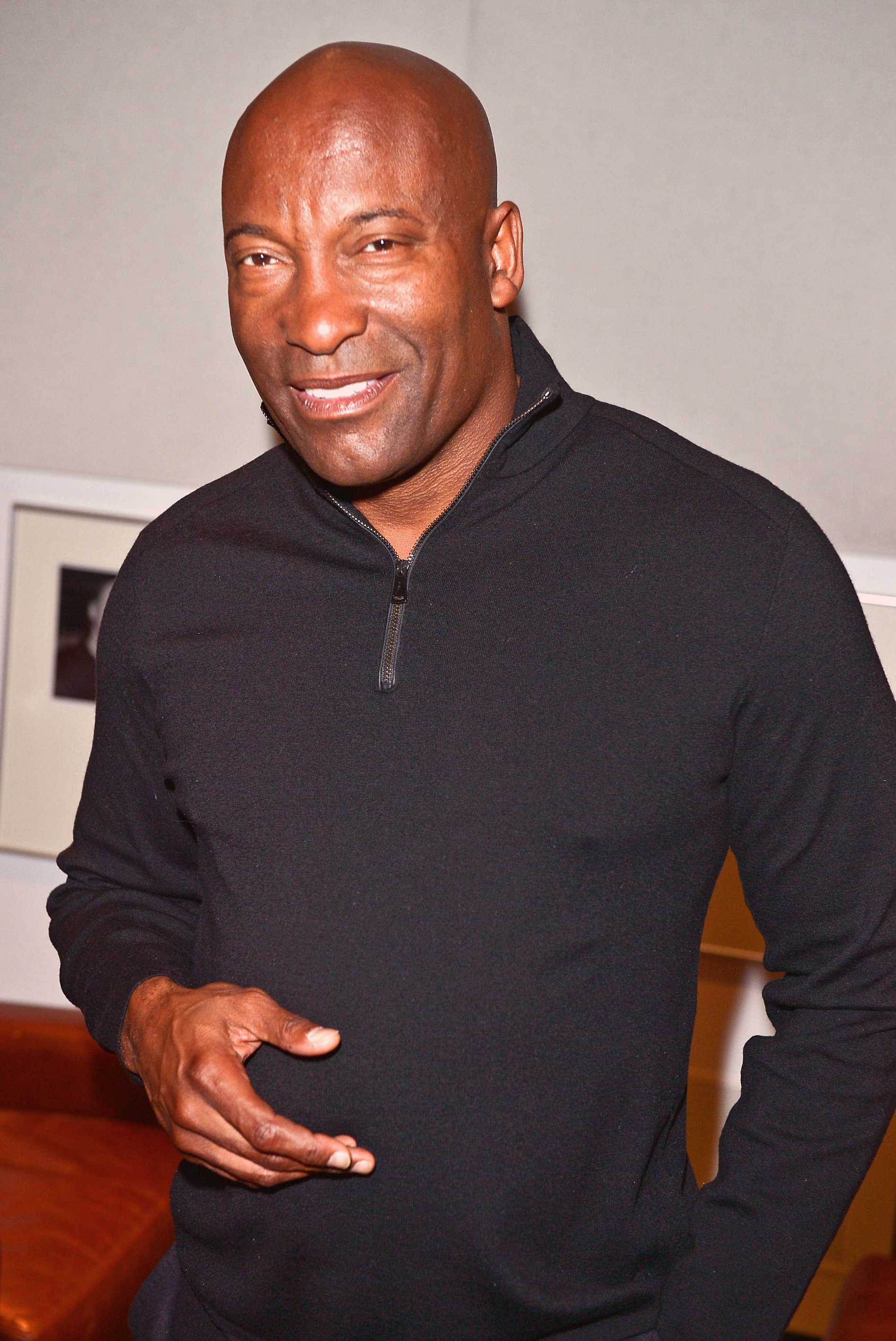
John Singleton, cineasta americano.

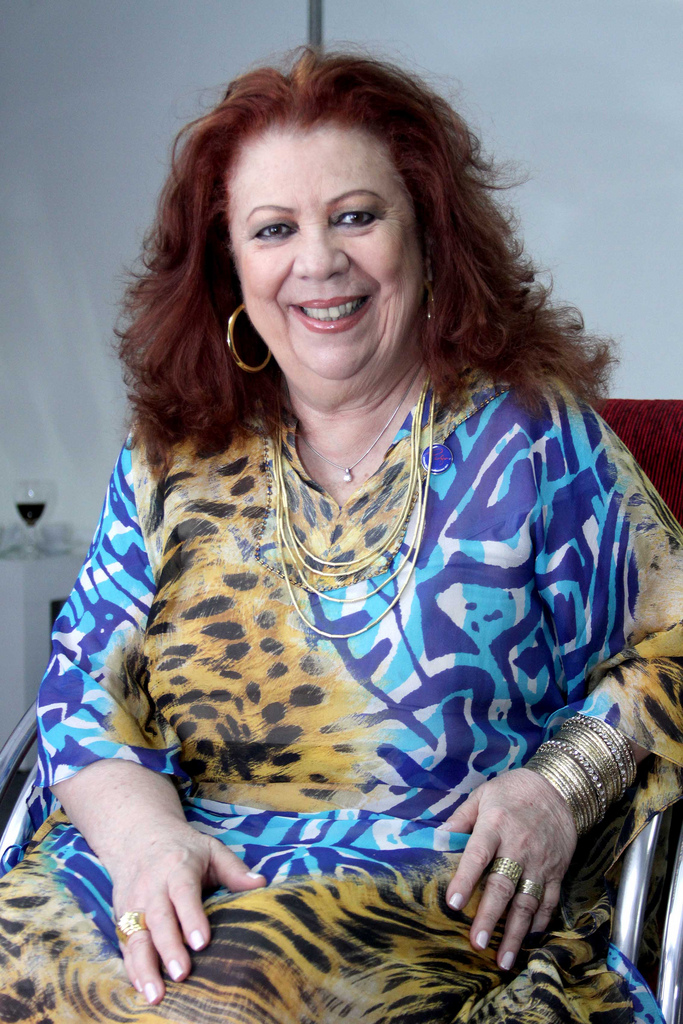
Beth Carvalho, cantora e compositora brasileira.

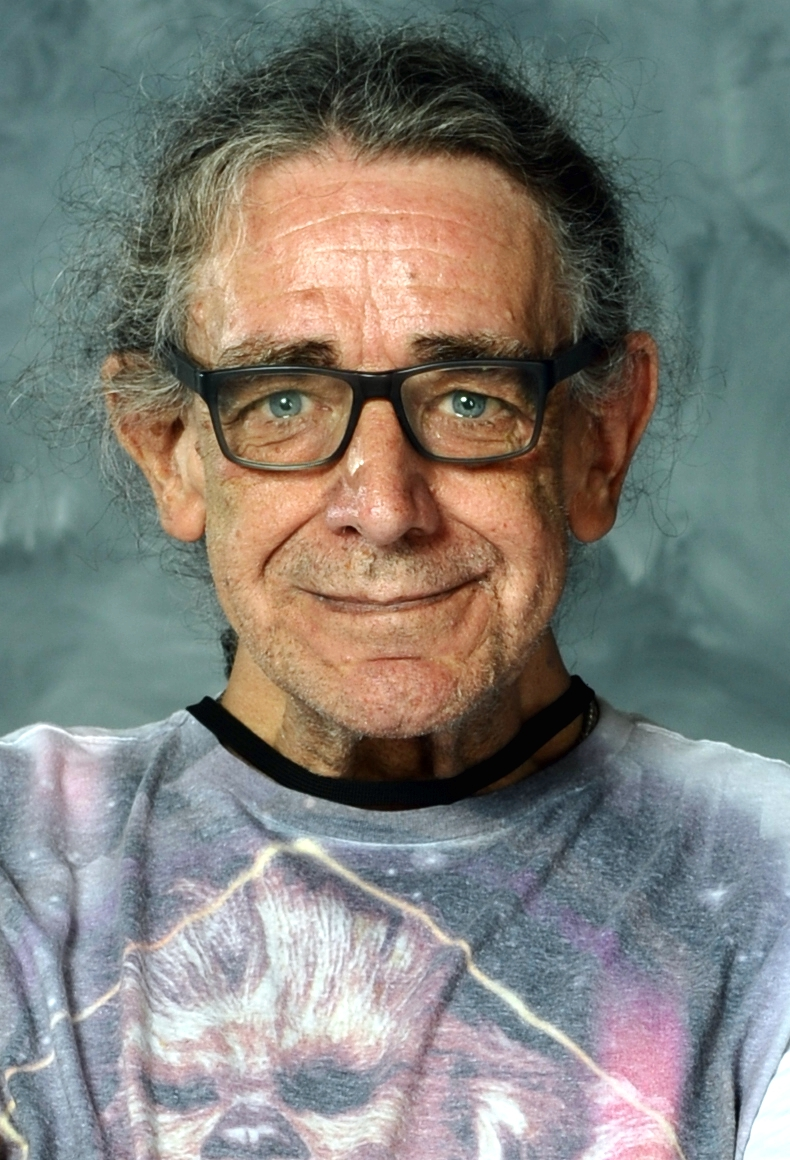
Peter Mayhew, ator americano.

| Dia | Nome                        | Profissão ou motivo de reconhecimento | Nacionalidade  | Ano de nasc. | Ref    |
| --- | --------------------------- | ------------------------------------- | -------------- | ------------ | ------ |
| 1   | Caravelli                   | Maestro                               | França         | 1930         | [ 1 ]  |
| 1   | Rafael Sánchez Ferlosio     | Escritor                              | Espanha        | 1927         | [ 2 ]  |
| 2   | Jamshid Mashayekhi          | Ator                                  | Irão           | 1934         | [ 3 ]  |
| 2   | Sergio Valdés               | Futebolista                           | Chile          | 1933         | [ 4 ]  |
| 2   | Murilo Domingos             | Político                              | Brasil         | 1941         | [ 5 ]  |
| 4   | José Antonio Urbiola        | Político                              | Espanha        | 1937         | [ 6 ]  |
| 4   | Georgi Danelia              | Cineasta                              | Geórgia        | 1930         | [ 7 ]  |
| 4   | José de Souza Pinto         | Padre                                 | Brasil         | 1947         | [ 8 ]  |
| 5   | Hélène Védrine              | Filósofa                              | França         | 1926         | [ 9 ]  |
| 5   | Sydney Brenner              | Biólogo                               | África do Sul  | 1927         | [ 10 ] |
| 5   | Gervásio Baptista           | Fotografo                             | Brasil         | 1923         | [ 11 ] |
| 5   | Gianfranco Leoncini         | Futebolista                           | Itália         | 1936         | [ 12 ] |
| 6   | David Thouless              | Físico                                | Reino Unido    | 1934         | [ 13 ] |
| 7   | Seymour Cassel              | Ator                                  | Estados Unidos | 1935         | [ 14 ] |
| 7   | Luis Fernando Páez González | Futebolista                           | Paraguai       | 1989         | [ 15 ] |
| 9   | Nikolai Gorbachov           | Canoísta                              | Bielorrússia   | 1948         | [ 16 ] |
| 9   | James D. Hudnall            | Quadrinista                           | Estados Unidos | 1957         | [ 17 ] |
| 9   | Elwyn Berlekamp             | Matemático                            | Estados Unidos | 1940         | [ 18 ] |
| 9   | Charles van Doren           | Escritor                              | Estados Unidos | 1926         | [ 19 ] |
| 11  | Dina                        | Cantora                               | Portugal       | 1956         | [ 20 ] |
| 11  | Ian Cognito                 | Comediante                            | Reino Unido    | 1958         | [ 21 ] |
| 11  | Monkey Punch                | Mangaká                               | Japão          | 1937         | [ 22 ] |
| 12  | Tommy Smith                 | Futebolista                           | Reino Unido    | 1945         | [ 23 ] |
| 12  | Johnny Hutchinson           | Baterista                             | Malta          | 1940         | [ 24 ] |
| 12  | Forrest Gregg               | Jogador de futebol americano          | Estados Unidos | 1933         | [ 25 ] |
| 12  | Ivor Broadis                | Futebolista                           | Reino Unido    | 1922         | [ 26 ] |
| 13  | Yvette Williams             | Saltadora em distância                | Nova Zelândia  | 1929         | [ 27 ] |
| 13  | Tony Buzan                  | Escritor                              | Reino Unido    | 1942         | [ 28 ] |
| 13  | Paul Greengard              | Neurocientista                        | Estados Unidos | 1925         | [ 29 ] |
| 14  | Bibi Andersson              | Atriz                                 | Suécia         | 1935         | [ 30 ] |
| 14  | Mirjana Marković            | Primeira-dama                         | Sérvia         | 1942         | [ 31 ] |
| 14  | John MacLeod                | Treinador de basquetebol              | Estados Unidos | 1937         | [ 32 ] |
| 15  | Maria Alberta Menéres       | Escritora                             | Portugal       | 1930         | [ 33 ] |
| 15  | Quinzinho                   | Futebolista                           | Angola         | 1974         | [ 34 ] |
| 15  | Owen Garriott               | Astronauta                            | Estados Unidos | 1930         | [ 35 ] |
| 15  | Aleksandar Kostov           | Futebolista                           | Bielorrússia   | 1938         | [ 36 ] |
| 16  | Ricardo Chibanga            | Toureiro                              | Moçambique     | 1942         | [ 37 ] |
| 16  | Gastone Righi               | Advogado e político                   | Brasil         | 1935         | [ 38 ] |
| 17  | Alan García                 | Político                              | Peru           | 1949         | [ 39 ] |
| 17  | Kazuo Koike                 | Mangaká                               | Japão          | 1936         | [ 40 ] |
| 18  | Cecilia Thompson            | Jornalista                            | Brasil         | 1936         | [ 41 ] |
| 18  | Siegmar Wätzlich            | Futebolista                           | Alemanha       | 1947         | [ 42 ] |
| 18  | Jerrie Cobb                 | Aviadora                              | Estados Unidos | 1931         | [ 43 ] |
| 18  | Lorraine Warren             | Investigadora paranormal              | Estados Unidos | 1927         | [ 44 ] |
| 19  | Patrick Sercu               | Ciclista                              | Bélgica        | 1944         | [ 45 ] |
| 19  | MC Sapão                    | Cantor                                | Brasil         | 1978         | [ 46 ] |
| 20  | Acyr Marques                | Compositor                            | Brasil         | 1953         | [ 47 ] |
| 20  | Valdiram                    | Futebolista                           | Brasil         | 1982         | [ 48 ] |
| 21  | Danúbio Gonçalves           | Artista plástico                      | Brasil         | 1925         | [ 49 ] |
| 21  | Jerusa Pires Ferreira       | Professora, ensaísta e tradutora      | Brasil         | 1938         | [ 50 ] |
| 21  | Steve Golin                 | Produtor de cinema                    | Estados Unidos | 1955         | [ 51 ] |
| 21  | Hannelore Elsner            | Atriz                                 | Alemanha       | 1942         | [ 52 ] |
| 22  | Le Duc Anh                  | Militar e político                    | Vietname       | 1920         | [ 53 ] |
| 22  | Billy McNeill               | Futebolista                           | Reino Unido    | 1940         | [ 54 ] |
| 23  | João de Luxemburgo          | Grão-duque                            | Luxemburgo     | 1921         | [ 55 ] |
| 23  | Juan Muñante                | Futebolista                           | Peru           | 1948         | [ 56 ] |
| 23  | Jim Dunbar                  | Radialista                            | Estados Unidos | 1929         | [ 57 ] |
| 24  | Sergey Pogorelov            | Handebolista                          | Rússia         | 1974         | [ 58 ] |
| 24  | Hubert Hahne                | Automobilista                         | Alemanha       | 1935         | [ 59 ] |
| 24  | Jean-Pierre Marielle        | Ator                                  | França         | 1932         | [ 60 ] |
| 25  | Dirceu Krüger               | Futebolista e treinador               | Brasil         | 1945         | [ 61 ] |
| 25  | John Havlicek               | Basquetebolista                       | Estados Unidos | 1940         | [ 62 ] |
| 25  | Michiro Endo                | Músico e ativista                     | Japão          | 1950         | [ 63 ] |
| 26  | Zé do Carmo                 | Artesão e ceramista                   | Brasil         | 1933         | [ 64 ] |
| 26  | Jimmy Banks                 | Futebolista                           | Estados Unidos | 1964         | [ 65 ] |
| 27  | Tales Cotta                 | Modelo                                | Brasil         | 1992         | [ 66 ] |
| 28  | Maurício Peixoto            | Matemático                            | Brasil         | 1921         | [ 67 ] |
| 28  | Osvaldo Sbeghen             | Politico                              | Brasil         | 1933         | [ 68 ] |
| 28  | Richard Lugar               | Politico                              | Estados Unidos | 1932         | [ 69 ] |
| 28  | Caroline Bittencourt        | Modelo e apresentadora                | Brasil         | 1981         | [ 70 ] |
| 29  | Josef Šural                 | Futebolista                           | Chéquia        | 1990         | [ 71 ] |
| 29  | John Singleton              | Cineasta                              | Estados Unidos | 1968         | [ 72 ] |
| 29  | Stevie Chalmers             | Futebolista                           | Reino Unido    | 1935         | [ 73 ] |
| 29  | Rodrigues Neto              | Futebolista e treinador               | Brasil         | 1949         | [ 74 ] |
| 29  | Les Murray                  | Poeta                                 | Austrália      | 1938         | [ 75 ] |
| 30  | Rui Spohr                   | Estilista                             | Brasil         | 1929         | [ 76 ] |
| 30  | Beth Carvalho               | Cantora                               | Brasil         | 1946         | [ 77 ] |
| 30  | Peter Mayhew                | Ator                                  | Reino Unido    | 1945         | [ 78 ] |